# Giaveno
Giaveno (piemontesisch Giaven, frankoprovenzalisch Djavën) ist eine Gemeinde in der italienischen Metropolitanstadt Turin (TO), Region Piemont.

## Lage und Einwohner
Giavone liegt rund 35 km von Turin und hat 16.301 Einwohner (Stand 31. Dezember 2023). Die Gemeinde besteht aus den Ortsteilen Alpe Colombino, Buffa, Chiarmetta, Colpastore, Dalmassi, Maddalena, Mollar dei Franchi, Pontepietra, Provonda, Ruata Sangone, Sala, Selvaggio und Villa. Die Nachbargemeinden sind Avigliana, Valgioie, Coazze, Trana, Perosa Argentina, Cumiana und Pinasca. Der Ort liegt auf einer Höhe von 506 m über dem Meeresspiegel. Das Gemeindegebiet umfasst eine Fläche von 71 km².

## Geschichte

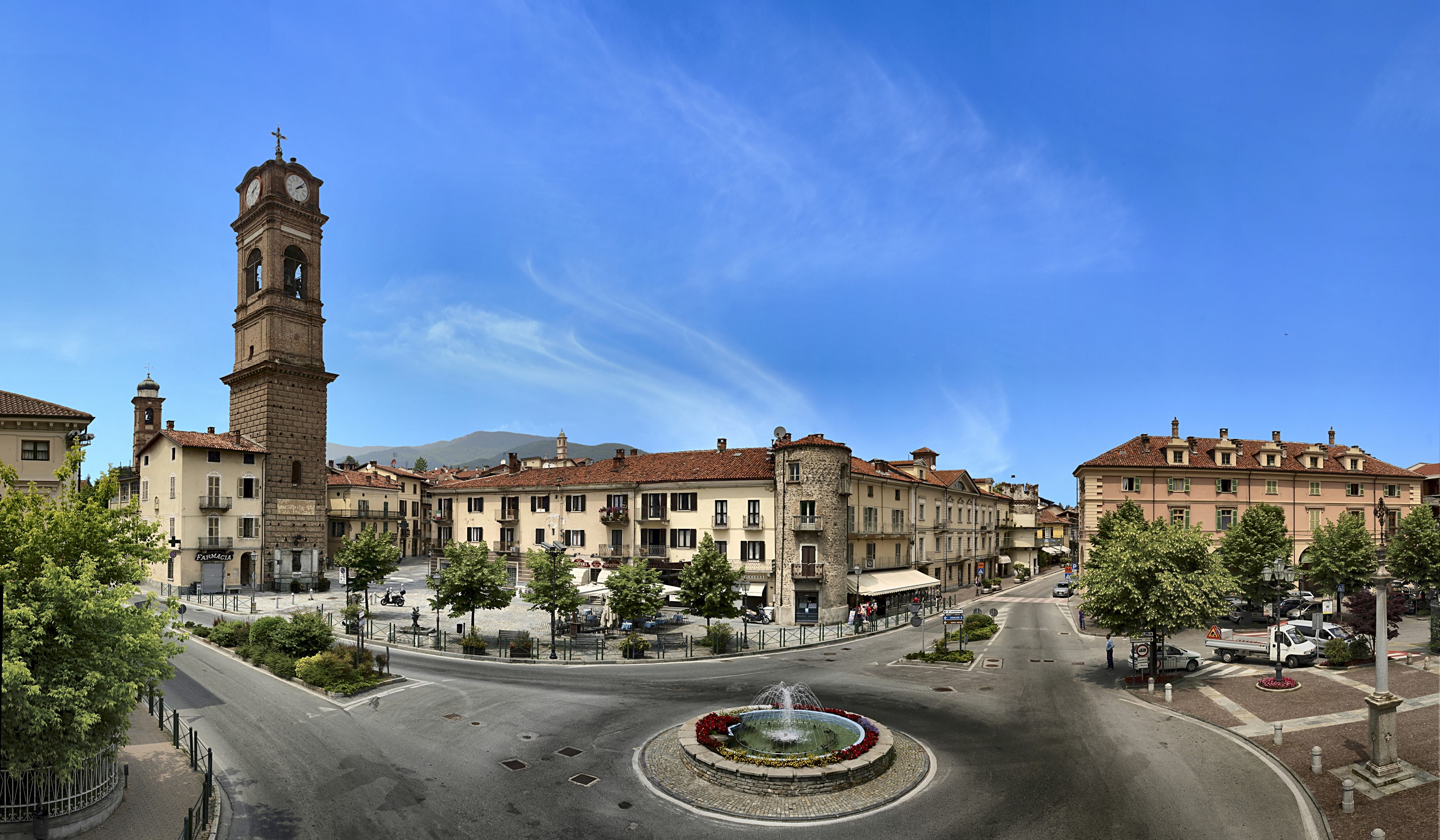
Stadtzentrum

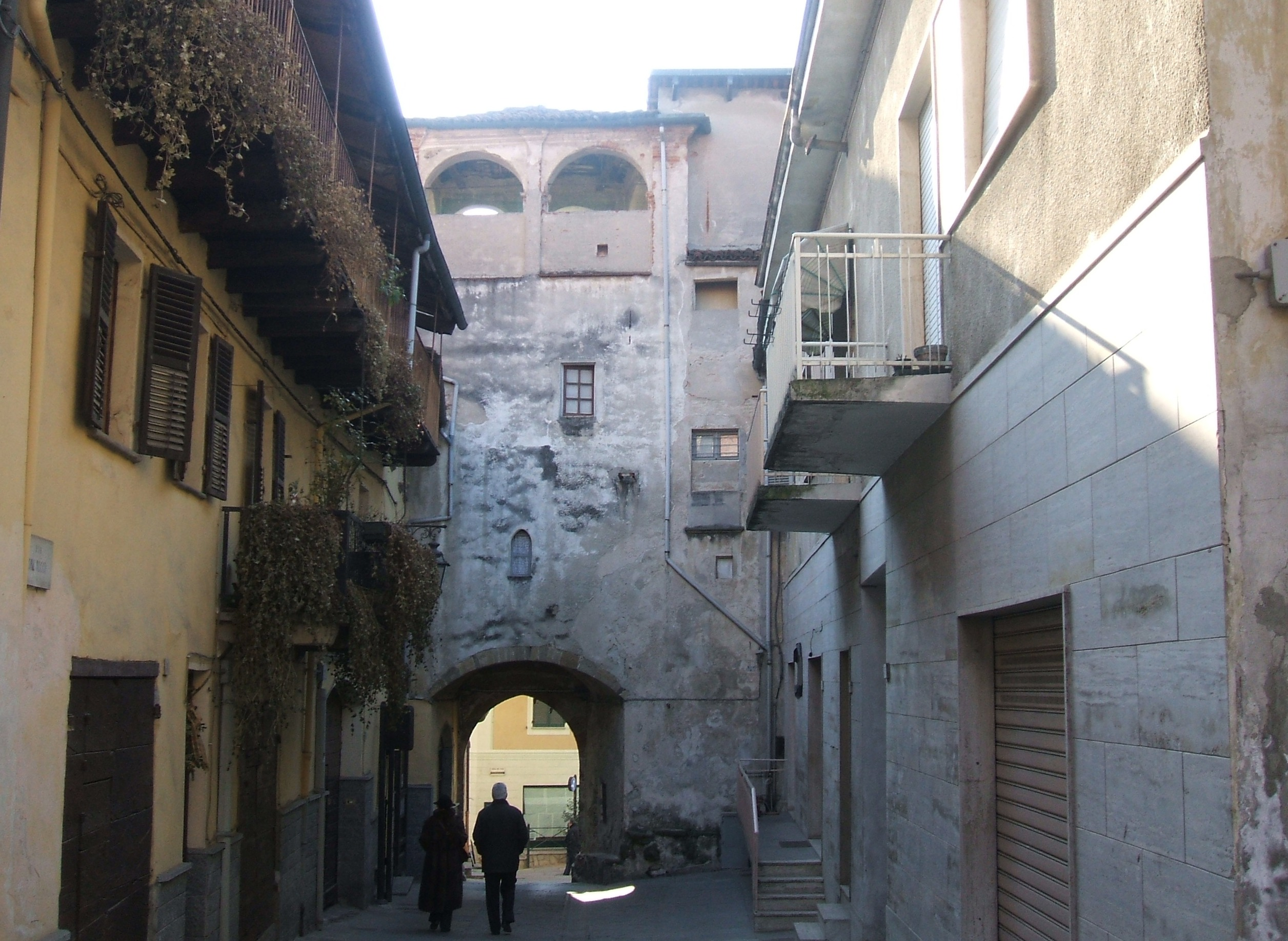
In der Altstadt

Giaveno hat sehr alte Ursprünge. Einige lokale Geschichtsforscher würden die erste Siedlung auf die Römerzeit zurückführen.
Ab dem 15. Jahrhundert entwickelte sich in Giaveno eine Stahlproduktionstätigkeit, die mit dem Eisenerz begann, das oberhalb von Forno di Coazze gefördert wurde. Diese Tätigkeit wurde bis zum Ende des 19. Jahrhunderts fortgesetzt, bis sie mit der modernen Stahlproduktion nicht mehr konkurrieren konnte. Im gleichen Zeitraum begann er auch mit der Hanfspinnerei und -weberei, zunächst auf heimischer Ebene, die sich später zu einer umfangreichen Industrietätigkeit entwickelte, die auch Baumwolle und Jute umfasste. Im Textilsektor müssen wir uns auch an die Seidenherstellung erinnern, die Mitte des 17. Jahrhunderts begann, Ende des 18. Jahrhunderts neun Fabriken umfasste und dann zu Beginn des 19. Jahrhunderts einen raschen Niedergang erlebte.
Im Jahr 1898 benutzte der Schweizer Industrielle Adolfo Kind in der Gemeinde Giaveno zum ersten Mal Ski in den italienischen Bergen. Vom Weiler Prà Fieul aus stieg er hinauf zum Monte Cugno dell'Alpet (2.072 m), östlich von Punta dell'Aquila.
Im 20. Jahrhundert erlebte Giaveno eine bedeutende industrielle Entwicklung, sowohl im Textil- als auch im Papiersektor: Es entstanden mehrere Papierfabriken, die älteste stammt aus den 1930er Jahren, die vielen Arbeitern Arbeit gaben. Nach dem Krieg schlossen jedoch innerhalb weniger Jahrzehnte die Textilunternehmen und am Ende des Jahrhunderts stellten auch die meisten Papierfabriken ihre Produktion ein: Die letzte wurde 2014 geschlossen.

## Kultur und Feste
Der Ort ist bekannt für seine Steinpilze. Besonders offensichtlich wird dies in den ersten beiden Oktoberwochen bei den Festveranstaltungen Fungo in festa.
Am 10. August jeden Jahres, dem Namenstag des Sankt Lorenz, findet das Dorffest Die Feuer des Sankt Lorenz (Fuochi di San Lorenzo) statt.

## Persönlichkeiten
- Gianni Oliva (* 1952), Historiker und Politiker
- Livio Maritano (1925–2014), Bischof
- Francesco Gonin (1808–1889), Maler
- Osvaldo Napoli (* 1944), Politiker

## Partnergemeinden
- Brinkmann
- Chevreuse
- Novska
- Saint-Jean-de-Maurienne